# Lars Pettersson (fotbollsspelare)
Lars Pettersson var en svensk fotbollsspelare (anfallare) som bland annat representerade Gais och Hammarby IF på 1940-talet.
Pettersson debuterade i Allsvenskan för Gais säsongen 1943/1944, då han spelade två matcher för klubben (inga mål). Säsongen 1944/1945 spelade han tolv allsvenska matcher för Gais (ett mål), innan han lämnade klubben för Stockholm och Hammarby IF i division II, där han blev spelklar i september 1945. Han tycks dock inte ha nått någon framgång i Hammarby, utan spelade säsongen 1946/1947 för IFK Lidingö efter att dessförinnan även ha representerat IK Sture.